# Vízgyógyászat
A hidroterápia (korábbi megnevezései szerint hidropátia vagy vízgyógyászat) részese az alternatív és fizioterápiás kezeléseknek, melyek a csapvíz által nyújtott fájdalomcsillapító és terápiás hatást használják fel. Széleskörű megközelítési és gyógyászati módszereket foglal magába, legfőbb hatástényezői közé tartozik a hőfok, hidrosztatikai nyomás, vérkeringést befolyásoló hatás, tehermentesítés (felhajtóerő). Legfőbb formái a hideg-meleg fürdők, borogatások, leöntések, lemosások, pakolások. A vízgyógyászati kezelések, csaknem minden szerv működésére kihatnak, változik a szívműködés, vérnyomás, a gyomornedv-, epe- és a vizeletelválasztás, de hatással van az izmok és az idegrendszer állapotára is.

## Alkalmazási területei, fajtái
A vízhőfokok szerinti felosztása többnyire egységes. Hidegnek nevezzük a 28 °C alatti hőmérsékletű vizeket, hűvösnek a 28 és 31 fok közöttit; közömbösnek vagy indifferensnek a 34-35 fokosat, melegnek a 36 és 39 fok között lévőt, és forrónak a 40 °C feletti vizeket. A kezelés időtartamától és a víz hőmérsékletétől függően ellentétes hatások válthatók ki. Így a meleg vizes kezelések az erek kitágulását, míg a hideg hatására azok összehúzódását érhetjük el. Ennek az érreakciónak nagy szerepe van a hidroterápiában, mert más hatást vált ki egy egészséges, és mást egy beteg szervezetben. Az ilyen kezeléseket feltétlenül csak orvosi rendelvényre, és az orvos által meghatározott módon szabad alkalmazni.

### Fürdők
A hideg fürdők javallatai közé tartozik a lázcsillapítás, különböző alhasi gyulladások, némely medencei izmok erősítése (például inkontinencia). A meleg fürdők legfőképp fájdalomcsillapító, izomlazító, görcsoldó, vérnyomáscsökkentő hatással rendelkeznek.
A víz felhajtóereje következtében, ha teljes fürdőt alkalmazunk, az ember súlya 10%-ára csökken (Arkhimédész törvénye). De hat a szervezetre a víz súlya is. Ha a beteg fekve fürdik, hasának körfogata 2-6 cm-rel, mellkasa 1-3 cm-rel lesz kisebb. Ugyanakkor az állva fürdéskor a lábra nehezedik a legnagyobb nyomás, amely felfelé fokozatosan csökken.

#### Felosztása
- teljes fürdő, ha a beteg nyakig a vízbe merül
- félfürdő, amikor a víz csak a köldök vonaláig ér
- ülőfürdőnél az alhas és részben az alsó végtagok kerülnek víz alá
- végtagfürdőnél egy vagy több végtag kerül víz alá

### További gyógyászati célra szánt fürdők
- örvényfürdő: nagyméretű kádban irányított vízsugarakkal hatnak a kívánt területre, izomtónust fokoz, frissít
- légbuborékfürdő (pezsgőfürdő): legfőképp a bőr felső rétegét stimulálja, frissítő hatású
- szénsavas fürdő: három változatát különböztetjük meg, anyagcsere-javító hatású
- súlyfürdő: többpontos elven működik, többféle mozgásszervrendszeri bántalomra alkalmazható
- galvánfürdő: elektro- és hidroterápia kombinációja, keringésfokozó, gyulladáscsökkentő, lazító hatású
- víz alatti sugármasszázs (tangentor): nagyméretű kádban, fizioterápiás szakember különböző méretű és nyomású, kézzel irányított csövekkel végzi

### Zuhanykezelések
A zuhanyfejek segítségével jobban befolyásolható, mekkora nyomást fejtenek ki az adott területre.
Skót zuhany: az egész testre kiterjed, hideg és meleg víz 5-10 másodpercenként váltakozik.
Szájzuhany: javallott viszonylag kis nyomással, indifferens vízzel, minden másnap. Vérkeringést fokozó hatása révén segíthet megelőzni a fogínysorvadást, ezáltal a fogvesztést, javítja a száj és a fogak általános higiéniáját. Otthon végezhető hagyományos zuhanyfejjel, viszont nem javasolt a túlzásba vitt alkalmazása.

### Borogatások
Viszonylag kis kiterjedésűek, egy-egy végtag, ízület vagy testrész kezelésére szolgál.
A hideg borogatáshoz 14-16 °C-os csapvizet alkalmaznak, általában 10-15 perc javallott egy kezelés során, mely szükség szerint ismételhető. Mivel hőt von el a szervezettől, ezért gyulladásgátló, továbbá fájdalomcsillapító, vérzéscsillapító. Kerülendő a túlzottan hideg borogatás, jegelés – ezek egyszerre maximum 5-10 percig alkalmazandóak, és nem tanácsos, hogy közvetlenül a sérült/fájdalmas területre helyezzük őket, célszerű egy törölközőbe, kendőbe csavarni előtte.
A meleg borogatáshoz 40 °C-os csapvizet alkalmaznak, 15-30 perc javallott egy kezelés során, ez is ismételhető egy nap többször. Görcsoldó és fájdalomcsillapító hatású, segít a krónikus gyulladások leküzdésében is. Értelemszerűen kerülendő a túl forró víz vagy palack alkalmazása, mely égési sérülések kockázatát hozza magával.
A felmelegedő, más néven Priessnitz-féle borogatás lényege, hogy hideg borogatást helyezünk az adott testrészre, amelyet egy meleg kendővel fedünk le. Hőemelkedésre, vérbőség kezelésére, görcsoldásra alkalmazzák.

### Leöntések, lemosások
Lemosásokat főképp fekvő betegeknél alkalmazunk, ezzel is segítünk az általános higiénia fenntartásában, és a gyengéd dörzsölgetéssel, átmozgatással javítjuk az általános közérzetet, fokozzuk a vérkeringést.
A leöntések szintén keringésjavító hatással rendelkeznek. Vannak vödörrel, illetve gumitömlővel végzett fajtái.

### Víz alatti gyógytorna
A feladatok elvégzése során a test a vízbe merül, így súlyának nagy részét elveszti. Ezért a mozgás jelentősen tehermentesített, kisebb súly nehezedik az ízületekre, kímélőbb és kevésbé megterhelő. Rehabilitációnál kifejezetten ajánlott, erősíti az izmokat, sejtszinten segíti fokozni az anyagcserét, izomerősítő, kimozgathatóak vele az egyébként nagy fájdalommal járó, feszes és merev izmok, fájdalomcsillapító és közérzetjavító hatású.